# Barclay Hope
Barclay Hope (* 25. Februar 1958 in Montreal, Québec) ist ein kanadischer Schauspieler.

## Leben und Leistungen
Er wurde in der Stadt Montreal geboren. Sein älterer Bruder ist der Schauspieler William Hope (* 1955). Barclay Hope wurde an der Lakefield College School (Lakefield, Ontario) ausgebildet. Er verkörperte in seiner bisher circa 20-jährigen Berufslaufbahn über 60 Rollen meist im Fernsehen. Von 1996 bis 2000 war er in 85 Folgen der Mystery-Serie PSI Factor als Peter Axon zu sehen. Im Kurzfilm The Wager (1998) war er als Darsteller und Executive Producer tätig. Nebenrollen hatte er in der Komödie Der kickende Müllmann (1998) mit Tony Danza und im Science-Fiction-Film Paycheck – Die Abrechnung (2003) von Regisseur John Woo mit Ben Affleck und Uma Thurman. Im Thriller Gefährliche Nachbarn (2005) stellte er in der männlichen Hauptrolle einen Mann zwischen zwei Frauen dar. Außerdem trat er in verschiedenen Theaterstücken auf.
Seit Februar 1988 ist Hope mit der Schauspielerin Lindsay Collins verheiratet, hat drei Kinder und lebt mit seiner Familie in Vancouver.

## Filmografie (Auswahl)

### Schauspieler
- 1986: The Last Season
- 1986: Preis der Leidenschaft (The High Price of Passion)
- 1987: Monster Truck (Rolling Vengeance)
- 1987: Nachtstreife (Night Heat) (1 Folge)
- 1987–1990: Erben des Fluchs (Friday the 13th) (3 Folgen)
- 1990–1993: E.N.G. (3 Folgen)
- 1993–1994: Die Waffen des Gesetzes (Street Legal) (6 Folgen)
- 1994: Bombenalarm in der Schule (To Save the Children)
- 1997: Dead Silence – Flammen in der Stille (Dead Silence)
- 1998: Der kickende Müllmann (The Garbage Picking Field Goal Kicking Philadelphia Phenomenon)
- 1998: The Wager
- 1999: Strange Justice
- 1996–2000: PSI Factor (PSI Factor: Chronicles of the Paranormal) (85 Folgen)
- 2000: Eiskalte Engel 2 (Cruel Intentions 2)
- 2000: Komm zurück ins Leben (Range of Motion)
- 2001: Nimm dich in Acht (You Belong to Me)
- 2001: Plötzlich außer Kontrolle (Dangerous Child)
- 2001: Zwei sind einer zuviel (The Facts of Life Reunion)
- 2003: Battlestar Galactica
- 2003: Paycheck – Die Abrechnung (Paycheck)
- 2003–2007: Smallville (3 Folgen)
- 2004–2005: The L Word – Wenn Frauen Frauen lieben (The L Word) (3 Folgen)
- 2004–2006: Stargate – Kommando SG-1 (Stargate SG-1) (6 Folgen)
- 2005: Gefährliche Nachbarn (Best Friends)
- 2006: The Path to 9/11 – Wege des Terrors (The Path to 9/11, Fernsehzweiteiler)
- 2007–2008, 2010: Eureka – Die geheime Stadt (Eureka) (6 Folgen)
- 2010: Fairly Legal (Fernsehserie)
- 2010: The Killing (Fernsehserie)
- 2010: Hellcats (Fernsehserie)
- 2011: Sanctuary – Wächter der Kreaturen (Sanctuary) (1 Folge)
- 2011: Final Destination 5
- 2015: Die Chaos-Kreuzfahrt (One Crazy Cruise)
- 2017: Rogue (5 Folgen)
- 2017–2019, 2021, 2023: Riverdale (21 Folgen)
- 2019: Weihnachtliche Begegnung – Liebe ist mehr als ein Zufall (A Godwink Christmas: Meant for Love, Fernsehfilm)
- 2020: Upload (4 Folgen)

### Produzent
- 1998: The Wager